# Steinkohlenteerpech
Steinkohlenteerpech (auch Kohlenteerpech oder Bleistiftpech) ist ein Pech, das aus Steinkohlenteer destilliert werden kann. Das Stoffgemisch gilt als karzinogen.

## Eigenschaften
Steinkohlenteerpech kann in fester und flüssiger Form vorliegen.

## Verwendung
Steinkohlenteerpech kommt unter anderem in Aluminiumqualität oder Graphitqualität zum Einsatz. Es wird unter anderem zur Herstellung von Aluminiumblechen, Graphitelektroden, Kohlenstoffelektroden, Bedachung und Pflasterung, Farben und Beschichtungen verwendet.

## Regulierung
Über den Safe Drinking Water and Toxic Enforcement Act of 1986 besteht in Kalifornien seit dem 17. November 2023 eine Kennzeichnungspflicht für Produkte, die Steinkohlenteerpech enthalten.